# Feralpisalò 2017-2018
Questa voce raccoglie le informazioni riguardanti la Feralpisalò nelle competizioni ufficiali della stagione 2017-2018.

## Stagione
La squadra gardesana allenata fino a metà febbraio da Michele Serena e poi da Mimmo Toscano è stata eliminata nel primo turno della Coppa Italia Tim Cup dal Livorno (0-2) dopo i calci di rigore. Nella Coppa Italia di Serie C viene eliminata agli ottavi di finale dal Renate, dopo avere sconfitto il Bassano Virtus ai sedicesimi (1-2) ancora dopo i rigori. In campionato ha disputato il girone B della Serie C, la squadra ottiene un discreto 6º posto finale con 49 punti, gli stessi dell'Albinoleffe, accedendo ai Play off, nei quali ha superato nel primo turno (3-1) il Pordenone, nel secondo turno ha eliminato (0-1) l'Albinoleffe, nel primo turno della fase di finale, nel doppio confronto ha eliminato l'Alessandria, mentre è stata eliminata nel secondo turno della fase finale nel doppio confronto dal Catania, pari (1-1) al Turina e (2-0) al Cibali. Il miglior marcatore di stagione dei Leoni del Garda è stato Simone Guerra che ha firmato 19 reti in campionato e 2 nei Play-off, vincendo anche la classifica marcatori del girone B.

## Divise e sponsor
Lo sponsor tecnico per la stagione 2017-2018 è Erreà, mentre i principali sponsor ufficiali sono Feralpi Group, Las Vegas by playpark e Fonte Tavina.
| Casa | Trasferta | Terza divisa |

## Organigramma societario
Area direttiva
- Presidente: Giuseppe Pasini
- Amministratore delegato: Marco Leali
- Segretario: Omar Pezzotti

Area tecnica
- Allenatore: Michele Serena (1ª-24ª)
Cesare Beggi (25ª-27ª)
Domenico Toscano (28ª-34ª)
- Allenatore in seconda: Davide Zanon (1ª-27ª)
Michele Napoli (28ª-34ª)
- Preparatore atletico: Maurizio Ballò, Marco Barbieri
- Preparatore dei portieri: Flavio Rivetti

Area sanitaria
- Responsabile: Alberto Gheza

## Rosa
| N. |                           | Ruolo | Calciatore               |
| -- | ------------------------- | ----- | ------------------------ |
| 1  | Italia (bandiera)         | P     | Nicholas Caglioni        |
| 2  | Italia (bandiera)         | D     | Ferdinando Vitofrancesco |
| 3  | Costa d'Avorio (bandiera) | A     | Yobouet Sylla Yacou      |
| 4  | Italia (bandiera)         | C     | Paolo Capodaglio         |
| 5  | Italia (bandiera)         | D     | Paolo Marchi             |
| 6  | Italia (bandiera)         | D     | Alessandro Ranellucci    |
| 7  | Italia (bandiera)         | C     | Nicola Luche             |
| 8  | Italia (bandiera)         | C     | Luca Magnino             |
| 9  | Italia (bandiera)         | A     | Mattia Marchi            |
| 10 | Bolivia (bandiera)        | C     | Sebastián Gamarra        |
| 11 | Italia (bandiera)         | A     | Andrea Ferretti          |
| 12 | Italia (bandiera)         | P     | Alessandro Livieri       |
| 13 | Italia (bandiera)         | D     | Raffaele Alcibiade       |
| 14 | Italia (bandiera)         | C     | Giuseppe Boldini         |
| 15 | Italia (bandiera)         | D     | Guido Turano             |

| N. |                    | Ruolo | Calciatore          |
| -- | ------------------ | ----- | ------------------- |
| 16 | Italia (bandiera)  | C     | Davide Raffaello    |
| 17 | Italia (bandiera)  | A     | Simone Guerra       |
| 18 | Italia (bandiera)  | D     | Simone Bacchin      |
| 19 | Italia (bandiera)  | D     | Stefano Marchetti   |
| 20 | Italia (bandiera)  | C     | Andrea Crema        |
| 21 | Italia (bandiera)  | D     | Marco Martin        |
| 22 | Italia (bandiera)  | P     | Federico Rausa      |
| 23 | Italia (bandiera)  | C     | Lorenzo Staiti      |
| 24 | Italia (bandiera)  | C     | Luca Parodi         |
| 25 | Brasile (bandiera) | D     | Emerson             |
| 26 | Italia (bandiera)  | D     | Riccardo Tantardini |
| 27 | Italia (bandiera)  | C     | Francesco Dettori   |
| 28 | Gambia (bandiera)  | A     | Lamin Jawo          |
| 30 | Italia (bandiera)  | D     | Elia Legati         |
| 30 | Italia (bandiera)  | A     | Davide Voltan       |

## Risultati

### Serie C
- La squadra ha riposato nelle seguenti giornate: 11ª, 19ª, 30ª, 38ª.

#### Girone di andata
| Arbitro: | Pasciuta (Agrigento) |

|              |           |                       |
| S. Rosso 29’ | Marcatori | 9’ (rig.), 52’ Guerra |

| Arbitro: | Cascone (Nocera Inferiore) |

|  |           |                     |
|  | Marcatori | 55’ (rig.) G. Gomez |

| Arbitro: | D'Apice (Arezzo) |

|                                         |           |                       |
| Miracoli 6’ (Rig) Bove 13’ Gelonese 89’ | Marcatori | 12’ Martin 55’ Guerra |

| Arbitro: | Moriconi (Roma) |

|                 |           |              |
| Guerra 43’, 53’ | Marcatori | 1’ Germinale |

| Arbitro: | Andreini (Forlì) |

|          |           |            |
| Comi 42’ | Marcatori | 77’ Guerra |

| Salò 2 ottobre 2017, ore 14,30 CEST 6ª giornata | Feralpisalò        | 0 – 0 referto | Pordenone | Stadio Lino Turina (1 190 spett.)\| Arbitro: \| Zanonato (Vicenza) \| |
| Arbitro:                                        | Zanonato (Vicenza) |               |           |                                                                       |

| Teramo 5 ottobre 2017, ore 20,30 CEST 7ª giornata | Teramo              | 0 – 0 referto | Feralpisalò | Stadio Gaetano Bonolis (1 165 spett.)\| Arbitro: \| Gariglio (Pinerolo) \| |
| Arbitro:                                          | Gariglio (Pinerolo) |               |             |                                                                            |

| Salò 8 ottobre 2017, ore 14,30 CEST 8ª giornata | Feralpisalò       | 0 – 0 referto | Mestre | Stadio Lino Turina (721 spett.)\| Arbitro: \| Rossetti (Ancona) \| |
| Arbitro:                                        | Rossetti (Ancona) |               |        |                                                                    |

| Arbitro: | Carella (Bari) |

|  |           |            |
|  | Marcatori | 82’ Guerra |

| Arbitro: | Ricci (Firenze) |

|                                   |           |             |
| A. Ferretti 2’ Guerra 90+2’ (Rig) | Marcatori | 75’ Kalombo |

| Arbitro: | Zufferli (Udine) |

|                                  |           |                           |
| Guerra 18’ (Rig) A. Ferretti 36’ | Marcatori | 7’ Belingheri 38’ Capello |

| Arbitro: | Bitonti (Bologna) |

|               |           |                              |
| M. Marchi 48’ | Marcatori | 53’ Sansovini 90+1’ Da Silva |

| Arbitro: | Meraviglia (Pistoia) |

|              |           |                            |
| Laurenti 11’ | Marcatori | 66’ A. Ferretti 76’ Staiti |

| Arbitro: | Acanfora (Castellammare di Stabia) |

|            |           |                        |
| Guerra 58’ | Marcatori | 8’ Mondonico 34’ Kouko |

| Arbitro: | Cosso (Reggio Calabria) |

|             |           |                    |
| Cagnano 74’ | Marcatori | 34’, 60’ P. Marchi |

| Arbitro: | Di Cairano (Ariano Irpino) |

|                           |           |                |
| Ranellucci 11’ Guerra 16’ | Marcatori | 85’ Costantino |

| Arbitro: | Zingarelli (Siena) |

|                   |           |              |
| Petrella 41’, 80’ | Marcatori | 62’ Ferretti |

#### Girone di ritorno
| Arbitro: | Feliciani (Teramo) |

|                           |           |                       |
| A. Ferretti 56’, 63’, 65’ | Marcatori | 18’ Cesarini 36’ Bovo |

| Arbitro: | Annaloro (Collegno) |

|                                 |           |            |
| Lunetta 28’ G. Gomez 73’ (rig.) | Marcatori | 32’ Guerra |

| Arbitro: | Robilotta (Sala Consilina) |

|               |           |  |
| M. Marchi 72’ | Marcatori |  |

| Arbitro: | Camplone (Pescara) |

|                 |           |            |
| G. Fioretti 48’ | Marcatori | 32’ Voltan |

| Arbitro: | N. Marini (Trieste) |

|                      |           |                                       |
| Crescenzi 74’ (aut.) | Marcatori | 14’, 52’ (rig.) De Giorgio 34’ Giorno |

| Arbitro: | Miele (Torino) |

|  |           |                                      |
|  | Marcatori | 8’ A. Ferretti 13’ Guerra 30’ Voltan |

| Arbitro: | Donda (Cormons) |

|            |           |            |
| Guerra 71’ | Marcatori | 80’ Martin |

| Arbitro: | Guida (Salerno) |

|                                                  |           |                              |
| Spagnoli 24’ (Rig) Neto Pereira 49’ Sottovia 89’ | Marcatori | 12’ (rig.) Guerra 38’ Voltan |

| Arbitro: | Rossetti (Ancona) |

|  |           |           |
|  | Marcatori | 62’ Broso |

| Arbitro: | Maranesi (Ciampino) |

|  |           |               |
|  | Marcatori | 62’ M. Marchi |

| Arbitro: | Pasciuta (Agrigento) |

|             |           |            |
| Guidone 11’ | Marcatori | 17’ Guerra |

| Arbitro: | Ricci (Firenze) |

|              |           |           |
| Ferrante 51’ | Marcatori | 31’ Rocca |

| Arbitro: | Zingarelli (Siena) |

|                        |           |           |
| Dettori 57’ Legati 59’ | Marcatori | 35’ Proia |

| Arbitro: | Andreini (Forlì) |

|                           |           |            |
| Gusu 16’, 27’ Colombi 45’ | Marcatori | 85’ Guerra |

| Arbitro: | Acanfora (Castellammare di Stabia) |

|            |           |            |
| Guerra 39’ | Marcatori | 90’ Moroni |

| Arbitro: | Gariglio (Pinerolo) |

|                                          |           |                       |
| Gyasi 8’ Costantino 55’ Frascatore 90+3’ | Marcatori | 32’ Guerra 71’ Marchi |

| Arbitro: | Guida (Salerno) |

|                                            |           |             |
| Magnino 5’ Parodi 29’ Marchi 75’ Rocca 90’ | Marcatori | 73’ Coletti |

#### Play off
| Arbitro: | Marchetti (Ostia Lido) |

|                                  |           |              |
| Raffaello 41’ M. Marchi 51’, 66’ | Marcatori | 33’ Magnaghi |

| Arbitro: | Mei (Pesaro) |

|  |           |            |
|  | Marcatori | 33’ Staiti |

| Arbitro: | Cipriani (Empoli) |

|                            |           |                                        |
| Staiti 83’ A. Ferretti 87’ | Marcatori | 7’ Gonzalez 64’ Bellazzini 76’ Marconi |

| Arbitro: | Capone (Palermo) |

|           |           |                                          |
| Sestu 55’ | Marcatori | 17’ Raffaello 43’ Guerra 73’ A. Ferretti |

| Arbitro: | Dionisi (L'Aquila) |

|                   |           |             |
| Guerra 45’ (rig.) | Marcatori | 77’ F. Ripa |

| Arbitro: | Amabile (Vicenza) |

|                                 |           |  |
| Barisic 59’ (rig.) Russotto 71’ | Marcatori |  |

### Coppa Italia

#### Primo turno
| Arbitro: | Marchetti (Ostia Lido) |

|                                          |                      |                                            |
| Valiani Murilo Pedrelli Gasbarro Doumbia | Tiri di rigore 5 – 4 | Capodaglio Surraco Emerson M. Marchi Luche |

### Coppa Italia Serie C

#### Sedicesimi di finale
| Arbitro: | Meleleo (Casarano) |

|                                      |                      |                                |
| Gashi Salvi Giordani Proia Venitucci | Tiri di rigore 1 – 2 | Gamarra Magnino Jawo Alcibiade |

#### Ottavi di finale
| Arbitro: | Gariglio (Pinerolo) |

|                                            |                      |                                    |
| G. Gomez 24’                               | Marcatori            | 36’ Jawo                           |
| De Micheli Simonetti Gomez Fietta Mattioli | Tiri di rigore 4 – 2 | Gamarra Turano Hergheligiu Bertoli |

## Statistiche

### Statistiche di squadra
| Competizione         | Punti            | In casa | In casa | In casa | In casa | In casa | In casa | In trasferta | In trasferta | In trasferta | In trasferta | In trasferta | In trasferta | Totale | Totale | Totale | Totale | Totale | Totale | D.R. |
| Competizione         | Punti            | G       | V       | N       | P       | Gf      | Gs      | G            | V            | N            | P            | Gf           | Gs           | G      | V      | N      | P      | Gf     | Gs     | D.R. |
| -------------------- | ---------------- | ------- | ------- | ------- | ------- | ------- | ------- | ------------ | ------------ | ------------ | ------------ | ------------ | ------------ | ------ | ------ | ------ | ------ | ------ | ------ | ---- |
| Serie C - Girone B   | 49               | 17      | 7       | 5       | 5       | 23      | 20      | 17           | 6            | 5            | 6            | 25           | 22           | 34     | 13     | 10     | 11     | 47     | 43     | +4   |
| Play-off             | quarti di finale | 3       | 1       | 1       | 1       | 6       | 5       | 3            | 2            | 0            | 1            | 4            | 3            | 6      | 3      | 1      | 2      | 10     | 8      | +2   |
| Coppa Italia         | I turno          | -       | -       | -       | -       | -       | -       | 1            | 0            | 1            | 0            | 0            | 0            | 1      | 0      | 1      | 0      | 0      | 0      | 0    |
| Coppa Italia Serie C | Ottavi di finale | -       | -       | -       | -       | -       | -       | 2            | 0            | 2            | 0            | 1            | 1            | 2      | 0      | 2      | 0      | 1      | 1      | 0    |
| Totale               | 49               | 20      | 8       | 6       | 6       | 29      | 25      | 23           | 8            | 8            | 7            | 30           | 26           | 43     | 16     | 14     | 13     | 58     | 52     | +6   |

### Andamento in campionato
| Giornata  | 1 | 2 | 3 | 4 | 5 | 6 | 7 | 8 | 9 | 10 | 11 | 12 | 13 | 14 | 15 | 16 | 17 | 18 | 19   | 20 | 21 | 22 | 23 | 24 | 25 | 26 | 27 | 28 | 29 | 30 | 31 | 32 | 33 | 34 | 35 | 36 | 37 | 38   |
| --------- | - | - | - | - | - | - | - | - | - | -- | -- | -- | -- | -- | -- | -- | -- | -- | ---- | -- | -- | -- | -- | -- | -- | -- | -- | -- | -- | -- | -- | -- | -- | -- | -- | -- | -- | ---- |
| Luogo     | C | T | C | T | C | T | C | T | T | C  | T  | C  | T  | C  | -  | C  | T  | C  | T    | T  | C  | T  | C  | T  | C  | T  | C  | C  | T  | C  | T  | C  | T  | -  | T  | C  | T  | C    |
| Risultato | V | P | P | V | N | N | N | N | V | V  | R  | N  | P  | V  | P  | V  | V  | P  | ann. | V  | P  | V  | N  | P  | V  | N  | P  | P  | V  | R  | N  | N  | V  | P  | N  | P  | V  | ann. |
| Posizione | 1 | 5 | 5 | 6 | 6 | 7 | 6 | 8 | 8 | 7  | 7  | 7  | 7  | 7  | 7  | 7  | 8  | 7  | 8    | 7  | 7  | 7  | 7  | 6  | 6  | 7  | 7  | 7  | 7  | 7  | 7  | 7  | 6  | 6  | 6  | 5  | 4  |      |

Legenda:

Luogo: C = Casa; T = Trasferta. Risultato: V = Vittoria; N = Pareggio; P = Sconfitta.